# Gneisenaustraße 54 (Mönchengladbach)

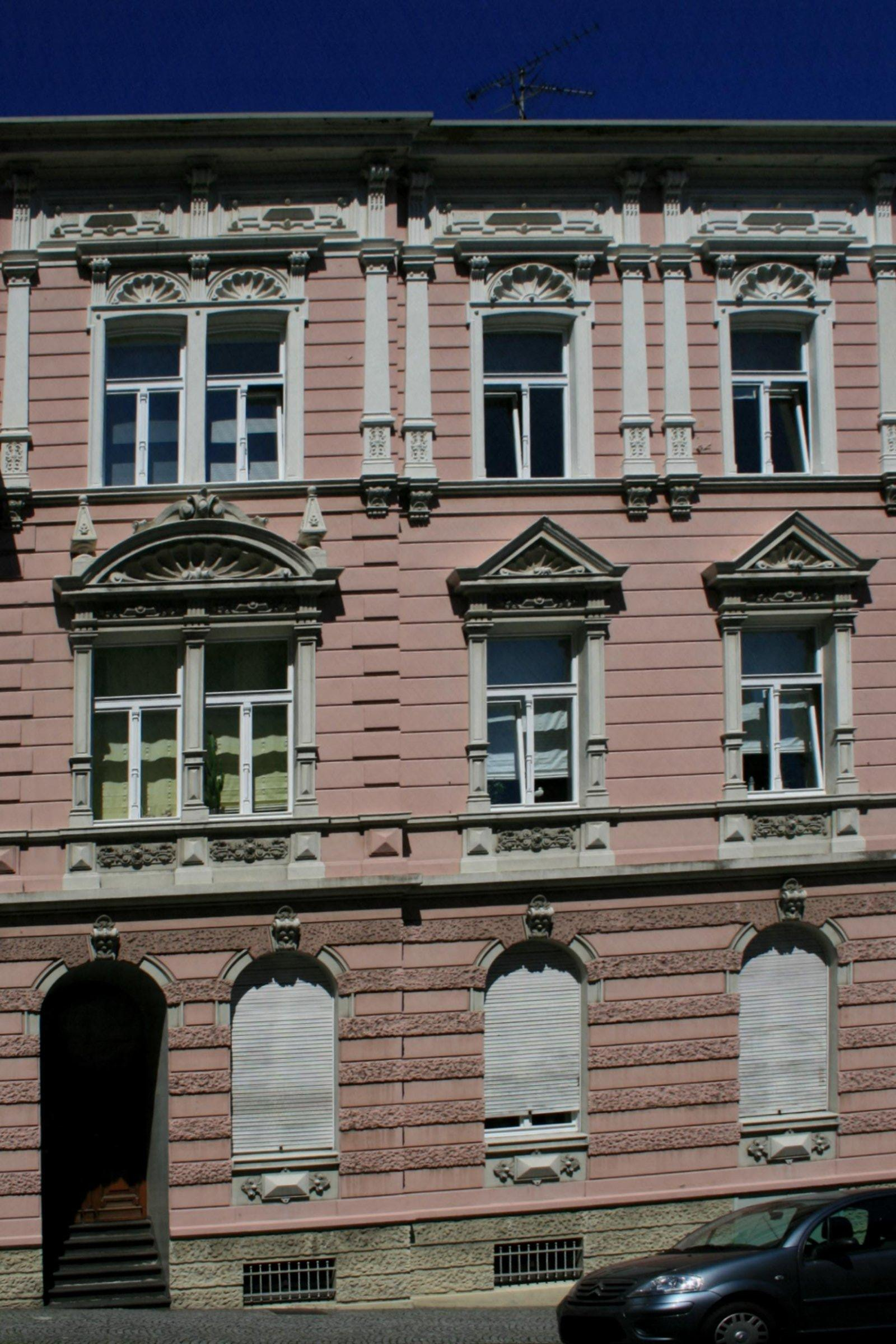
Wohnhaus (2010)

Das Wohnhaus Gneisenaustraße 54 steht in Mönchengladbach (Nordrhein-Westfalen).
Das Gebäude wurde 1910 erbaut. Es ist unter Nr. G 034 am 13. Dezember 1988 in die Denkmalliste der Stadt Mönchengladbach eingetragen worden.

## Architektur
Es handelt sich um ein dreigeschossiges Mietwohnhaus von drei ungleichwertigen Achsen das im Jahre 1910 erbaut wurde. Das ausgebaute Dach ist eine Mischung von Mansard- und Satteldach und von der Straßenansicht nicht wahrnehmbar.